# リジェ・JS21
リジェ・JS21 (Ligier JS21) は、リジェチームが1983年シーズンのF1世界選手権用に開発したフォーミュラカーである。最高成績は7位。

## 概要
1983年になるとチームはドライバーのラインナップを変更する。ジャン＝ピエール・ジャリエとラウル・ボーセルがJS21をドライブすることとなった。
前年限りでマトラが撤退。チームオーナーのギ・リジェとホンダとの長年の関係により、当時リジェは新型ホンダ製ターボエンジン供給先の第一候補であったが、チームはそれを使用することを辞退した。そのため再びDFVエンジンを使わざるを得なかった。DFVでハイパワーのターボエンジン勢に対抗するためには徹底した空力処理が必要となった。その結果、JS21のサイドポンツーンは「アロウシェイプ」として話題を呼んだブラバム・BT52よりもさらに小さいものとなっており、リヤタイヤ前にラジエターを斜めに配置した部分がある以外、ほとんどサイド部が無い特異な形状となった。これはターボ機器が不必要になったために可能になったアイデアでもあった。フラットボトム規定発効に対するもっとも極端なアプローチであったが、成績で見るとマシンそのものは失敗作に終わった。
サスペンションにはシトロエン製のハイドロニューマチックシステムを搭載し、意欲的なマシンとして投入されたJS21であったが、目立った結果を残すことはできず、チームはF1参戦開始以来初のシーズン獲得ポイント0となった。

## F1における全成績
(key) （太字はポールポジション）
| 年     | シャシー | エンジン                       | タイヤ | No. | ドライバー | 1   | 2   | 3   | 4   | 5   | 6   | 7   | 8   | 9   | 10  | 11  | 12  | 13  | 14  | 15  | ポイント | 順位 |
| ------ | -------- | ------------------------------ | ------ | --- | ---------- | --- | --- | --- | --- | --- | --- | --- | --- | --- | --- | --- | --- | --- | --- | --- | -------- | ---- |
| 1983年 | JS21     | フォード コスワース DFV 3.0 V8 | M      |     |            | BRA | USW | FRA | SMR | MON | BEL | USE | CAN | GBR | GER | AUT | NED | ITA | EUR | RSA | 0        | -    |
| 1983年 | JS21     | フォード コスワース DFV 3.0 V8 | M      | 25  | ジャリエ   | Ret | Ret | 9   | Ret | Ret | Ret | Ret | Ret | 10  | 8   | 7   | Ret | 9   | DNS | 10  | 0        | -    |
| 1983年 | JS21     | フォード コスワース DFV 3.0 V8 | M      | 26  | ボーゼル   | Ret | 7   | Ret | 9   | Ret | 13  | 10  | Ret | Ret | Ret | DNQ | 10  | DNQ | 15  | NC  | 0        | -    |

## 参照
1. ↑  Motors TV. “The Ligier Saga”. YouTube. 2024年12月29日閲覧。
2. ↑  1983 デザイナーに新たなる課題・ベンチュリーからフラットボトムに LIGIER JS21 M.ボイジョン＆C.ギャロバン作 F1グランプリ特集 Vol.75 129頁 ソニーマガジンズ 1995年9月16日発行